# Drienovská jeskyně
Drienovská jeskyně (slovensky Drienovská jaskyňa) je vývěrová říční jeskyně, která se nachází v Jasovské planině Národního parku Slovenský kras v katastrálním území obce Drienovec. Jižně od jeskyně se nacházejí Drienovské kúpele.
V roce 1995 byla spolu s dalšími jeskyněmi zapsána na seznam Světového dědictví UNESCO pod společným názvem Jeskyně Aggteleckého krasu a Slovenského krasu. Od roku 1996 je národní přírodní památkou.
Délka jeskyně je 1348 m a výškový rozdíl představuje 85 m. Jeskyně byla vytvořena v druhohorních střednětriasových vápencích Silického příkrovu. Výzdobu tvoří unikátní monokrystaly kalcitu a kůry krystalického sádrovce. Tok v jeskyni vytváří podzemní jezera a malé vodopády.
S Jasovskou jeskyní tvoří ve východní části Slovenského krasu komplexní zimoviště netopýrů. Zjistilo se zde až 13 druhů. Nejčastěji se vyskytuje vrápenec jižní (Rhinolophus euryale), vrápenec velký (Rhinolophus ferrumequinum), netopýr velký (Myotis myotis) a netopýr hvízdavý (Pipistrellus pipistrellus). Údajně byla jeskyně objevena v druhé polovině 19. století. Další výzkum probíhal v osmdesátých letech 20. století. Našly se i archeologické nálezy bukovohorské a pilinské kultury.

## Chráněné území
Drienovská jaskyňa je národní přírodní památka ve správě příspěvkové organizace Správa slovenských jeskyní. Nachází se v katastrálním území obce Drienovec v okrese Košice-okolí v Košickém kraji. Území bylo vyhlášeno v roce 1996. Ochranné pásmo nebylo stanoveno.